# Cornelia Nenz
Cornelia Nenz (* 1950 in Berlin) ist eine deutsche Dramaturgin, Intendantin und Museumsdirektorin.

## Leben und Wirken
Cornelia Nenz wuchs im Bezirk Neubrandenburg auf als Tochter des Arztes Fritz Lettow und Rosemarie Ehm-Schulz, welche in zweiter Ehe Heinz-Andreas Ehm heiratete.
Von 1969 bis 1973 studierte sie Musik an der Hochschule für Musik Hanns Eisler Berlin. Nach dem Studium war sie Gesangssolistin und Sprecherin im Standortmusikkorps des MdI Schwerin. Ab 1978 arbeitete sie als Sängerin, später Dramaturgin und ab 1988 als Intendantin beim Staatlichen Folkloreensemble der DDR. Von 1993 bis 2015 war sie Direktorin des Fritz-Reuter-Literaturmuseums in Stavenhagen. Sie ist seit 1995 Beiratsmitglied der Fritz-Reuter-Gesellschaft.
Von 2015 bis 2024 war sie Kuratoriumsmitglied der Ehrenamtsstiftung Mecklenburg-Vorpommern und war 2015 zur Vorsitzenden des im gleichen Jahr neu gegründeten Heimatverbandes Mecklenburg-Vorpommern e.V. gewählt, dessen Vorsitz sie bis 2020 innehatte.  Außerdem war sie von 2017 bis 2022 stellvertretende Vorsitzende bzw. Vorsitzende des NDR-Rundfunkrates.

## Ehrungen
Nenz erhielt für besondere Leistungen auf dem Gebiet der niederdeutschen Sprache, Literatur oder volkskundlichen Forschung  2004 den Quickborn-Preis und 2007 den Johannes-Gillhoff-Preis. Im Januar 2024 zeichnete die Ministerpräsidentin des Landes MV sie für ihre ehrenamtliche Arbeit zur Heimatpflege und zur Pflege des Niederdeutschen mit dem Verdienstorden des Landes Mecklenburg-Vorpommern aus. 

## Werke
- Diverse Autoren: Fritz Reuter in Eisenach. Verlag Bockel, 1998, ISBN 3-932696-12-3
- Auf immer und ewig Dein Fritz Reuter. Aus dem Leben der Luise Reuter. Hinstorff-Verlag, 1999, ISBN 3-356-00771-8
- ... ich bin das geworden, was ich mir immer gewünscht habe. Fritz Reuter. Leben, Werk und Wirkung. Hinstorff-Verlag, 2001, ISBN 3-356-00905-2
- Natur und Literatur – Auf den Spuren von Fritz Reuter. Verlag Fritz-Reuter-Literaturmuseum, 2003, ISBN 3-910030-03-3
- mit Klaus-Dieter Hoppe und Detlef Weiß: Franzosenzeit in Mecklenburg. Hinstorff-Verlag, 2007, ISBN 3-356-01220-7
- Theater um Fritz Reuter. Die Werke Reuters in der deutschsprachigen Theater- und Filmrezeption. Friedland 2011 ISBN 978-3-941683-14-3 (Diss.)
- mit Thomas Zahn: ... mit tausend Fäden der Erinnerung an das kleine Heimwesen geknüpft... Stavenhagen 2010 ISBN 3-910030-09-2
- En sichtbor Teiken, dat ok nah Hunnerte von Johren noch von em tügen kann... Zur Geschichte des Denkmals für Fritz Reuter in Stavenhagen. Stavenhagen 2011 ISBN 3-910030-11-4
- Mit allen Fibern des Empfindens. Aus der 750-jährigen Geschichte von Stavenhagen. Rostock 2014 ISBN 978-3-356-01810-3